# Padniewko
Padniewko (deutsch Padniewko, 1939–45 Lindeneck) ist ein Dorf in der Stadt-und-Land-Gemeinde Mogilno im Powiat Mogileński der Woiwodschaft Kujawien-Pommern in Polen.

## Geographische Lage
Das Dorf liegt in der historischen Region Posen, etwa 3 ½ Kilometer westnordwestlich der Stadt Mogilno.

## Geschichte
Die Region mit der Ortschaft kam 1772 mit dem Netzedistrikt zu Preußen und   
gehörte bis 1919 zum Kreis Mogilno im Regierungsbezirk Bromberg in der preußischen Provinz Posen im Deutschen Reich. Zu dem Dorf Padniewko gehörte früher ein Vorwerk oder Gut ohne Rittergutsqualität, dessen Flächengröße 1883 mit 223 Hektar angegeben wurde, wovon 187 Hektar Ackerland, 15 ½ Hektar Wiesen, zehn Hektar Weiden und acht Hektar Holzungen waren, und das sich damals im Besitz des Rittergut-Besitzers Theodor Freiherr von Seidlitz auf Winiec, Kreis Mogilno, befand (etwa drei Kilometer nordwestlich von Padniewko am Winiecer See gelegen).
Nach dem Ersten Weltkrieg musste die Region mit dem Dorf aufgrund der Bestimmungen des Versailler Vertrags am 10. Januar 1920 an die Zweite Polnische Republik abgetreten werden. Nach dem Überfall auf Polen 1939 durch die deutsche Wehrmacht wurde die Region völkerrechtswidrig in das Reichsgebiet eingegliedert und anschließend dem Reichsgau Wartheland zugeordnet, zu dem das Dorf Padniewko bis 1945 gehörte. Gegen Ende des Zweiten Weltkriegs wurde die Region von der Roten Armee besetzt und anschließend von der Sowjetunion der Volksrepublik Polen zur Verwaltung überlassen.

Dorf und Umgebung (im Winter)
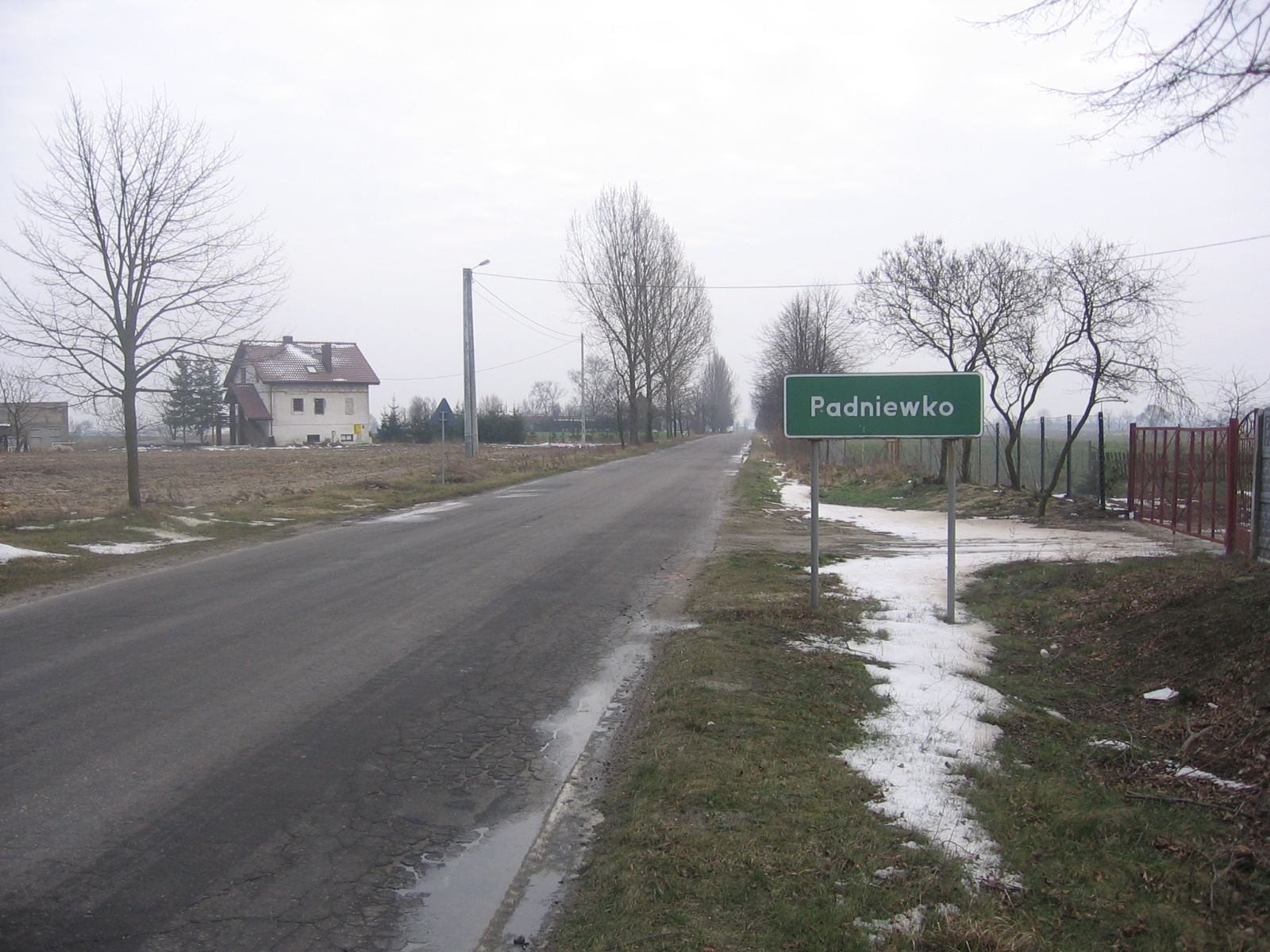
Dorfeingang (2007)
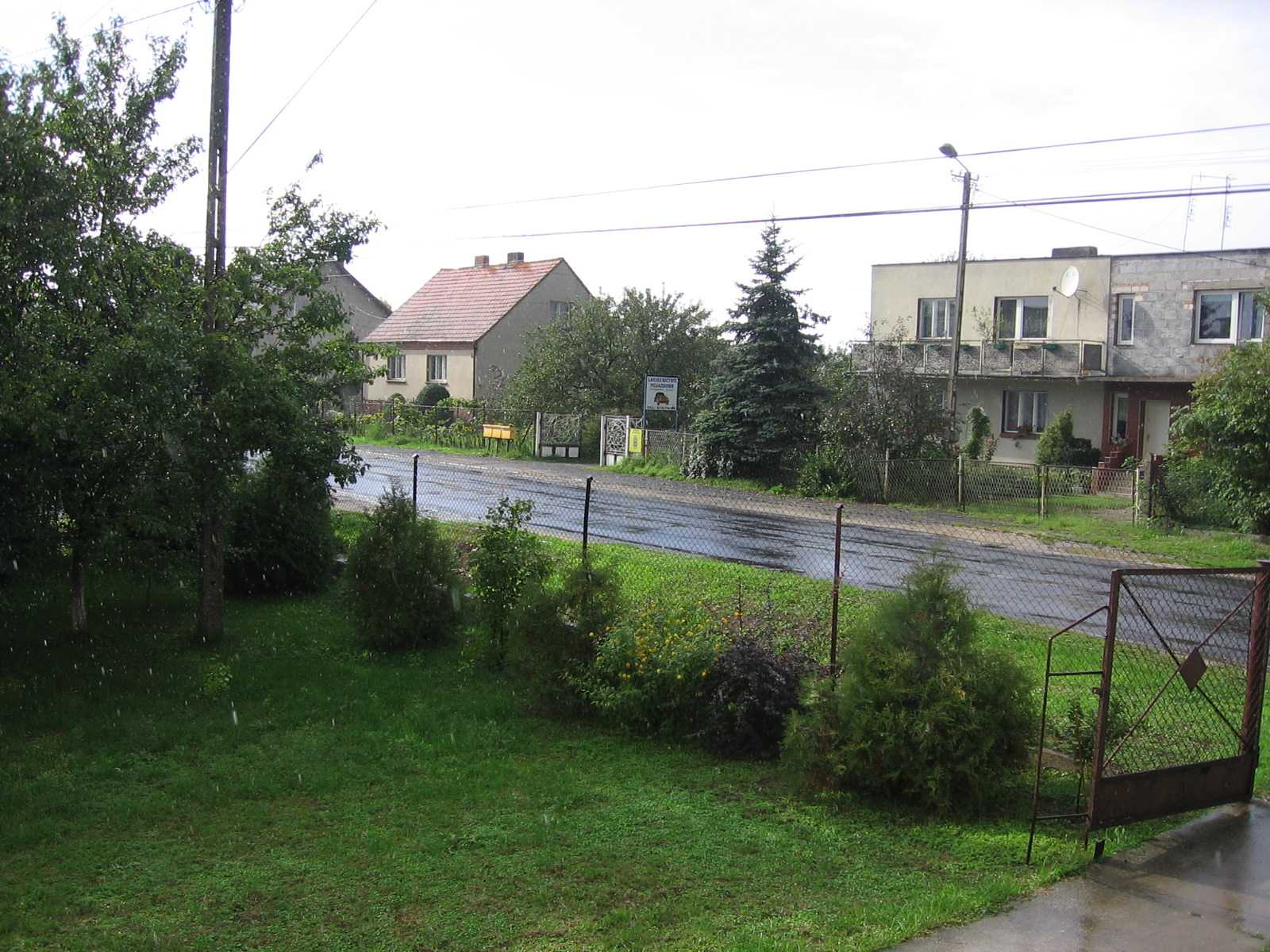
Dorfstraße (2007)
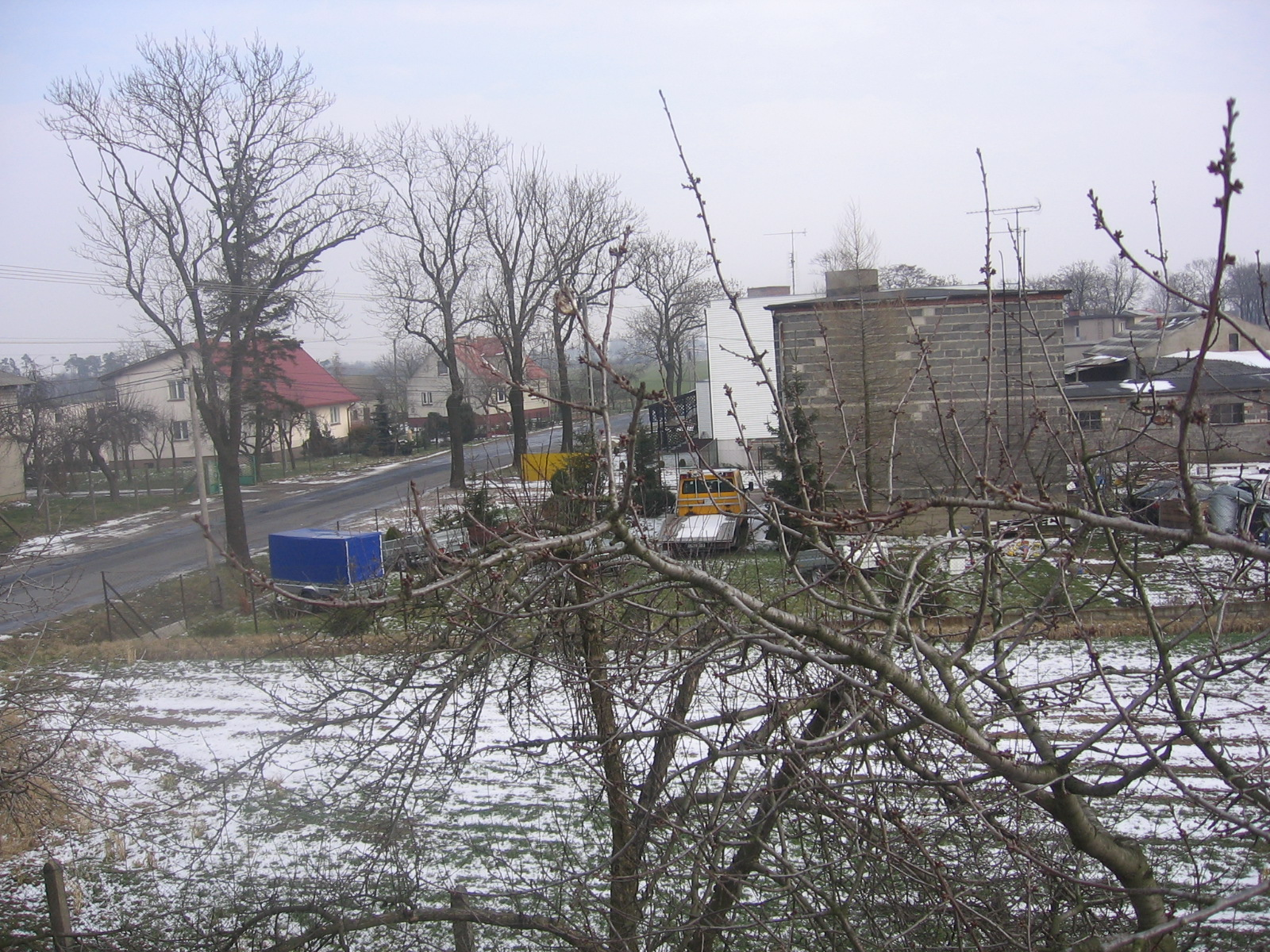
Häuser im Dorf (2007)
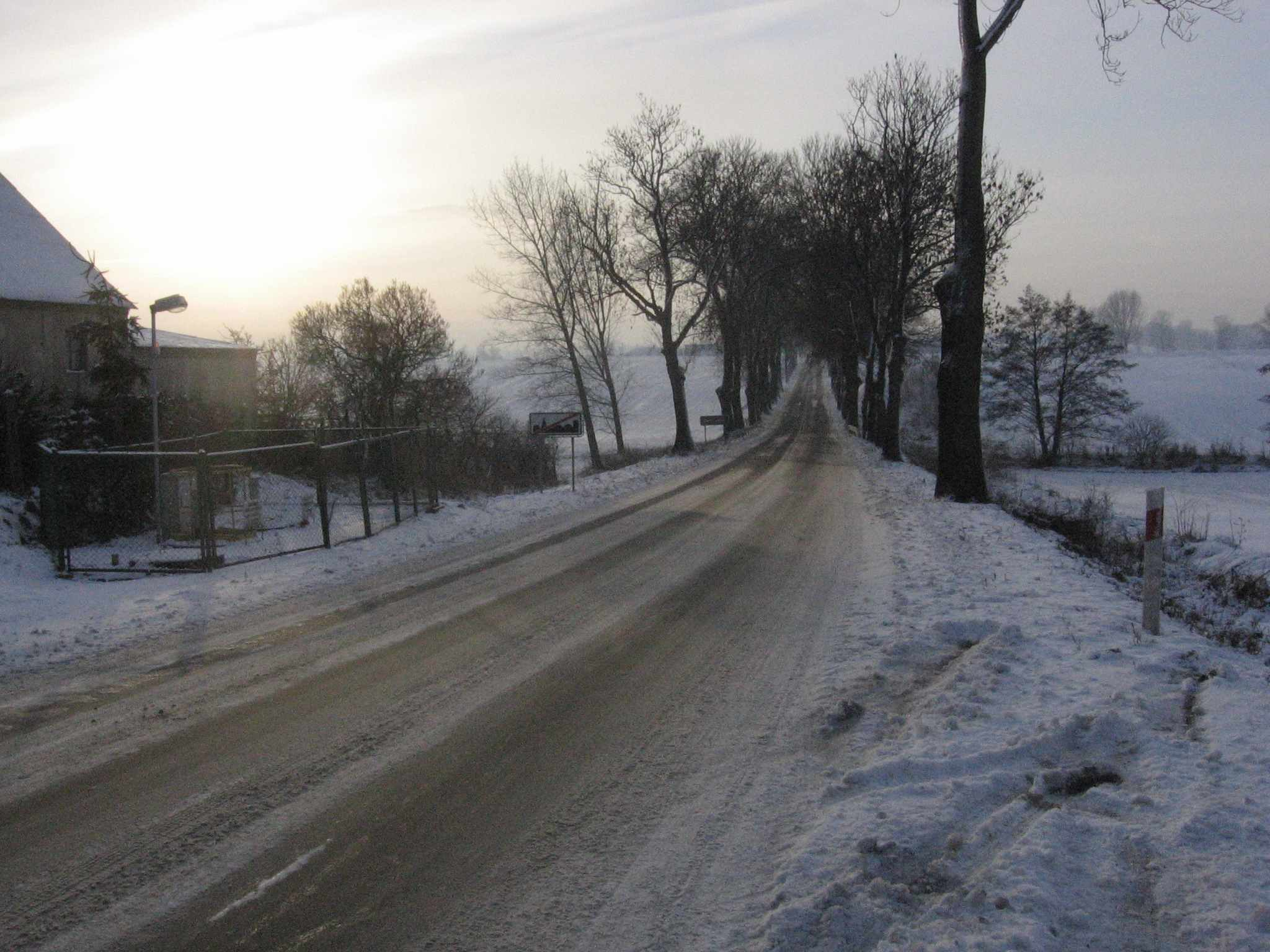
Allee am Dorfrand (2007)

Traditioneller und Haupterwerbszweig ist die Landwirtschaft; es gibt heute insgesamt 62 landwirtschaftliche Betriebe, von denen 10 größer als 50, 25 größer als 10 und 27 kleiner als 10 Hektar sind. Die Arbeitsplatzsituation im Dienstleistungsbereich wie im Handwerk gestaltet sich im Ort wie in den Nachbargemeinden zunehmend schwieriger.